# Precs
Els precs (llatí preces, plural de prex, "oració") són, en culte litúrgic, peticions breus que es diuen o canten com un versicle i respon l'oficiant i la el conjunt dels fidels reunits respectivament. Aquesta forma de pregària és una de les més antigues del cristianisme, ja que es feia en oracions hebrees precristianes dels Salms en l'adoració del temple.
En molts llibres de pregàries, els versicles, que el capellà ha de dir o cantar, i les següents respostes, pronunciades o cantades pel conjunt dels fidels reunits, tenen glifs especials, lletres singulars per indicar si l'oficiant o el poble reunit és qui ha de dir cada vers.